# Elene Akhvlediani
Elene Akhvlediani (georgiano: ელენე ახვლედიანი) (5 de abril de 1898 em Telavi - 30 de dezembro de 1975 em Tbilisi) foi uma pintora, artista gráfica e decoradora de teatro georgiana do século XX. Akhvlediani é famosa por suas representações de cidades georgianas, por suas ilustrações para as obras de Ilia Chavchavadze e Vazha-Pshavela e por desenhar peças no Teatro Marjanishvili em Tbilisi, Geórgia.

## Formação e Influências Artísticas
Elene Akhvlediani iniciou seus estudos artísticos na Geórgia antes de se mudar para Paris em 1924. Em Paris, ela frequentou a Académie Colarossi e a Académie Ranson, onde foi influenciada por mestres do modernismo europeu e por movimentos de vanguarda como o pós-impressionismo e o fauvismo. Durante seu tempo na França, ela também conheceu artistas da diáspora georgiana e desenvolveu uma perspectiva internacional, absorvendo tendências que enriqueceriam seu próprio estilo.
Em Paris, Akhvlediani explorou temas da vida urbana e da arquitetura, elementos que se tornariam centrais em sua obra. Inspirada por Paul Cézanne e Henri Matisse, ela adotou uma abordagem vibrante em seu uso da cor, desenvolvendo uma paleta que enfatizava tonalidades intensas, quase primitivas, para capturar a essência do cenário georgiano.